# 威廉·米尔恩
威廉·米尔恩（英語：William Milne，1852年3月23日—1923年3月16日），英国男子射击运动员。他曾代表英国参加1908年和1912年夏季奥林匹克运动会射击比赛，其中1912年奥运会获得二枚银牌。